# Travis (šimpanz)
Travis (21. října 1995 – 16. února 2009) byl samec šimpanze, který se jako zvířecí herec objevil v několika televizních pořadech a reklamách, včetně spotů pro Pepsi. Travis 16. února 2009 ve Stamfordu ve státě Connecticut napadl a zmrzačil blízkou přítelkyni své majitelky; než byl zastřelen zasahujícím policistou, oslepil ji, oddělil několik částí těla a poranil jí obličej.

## Incidenty

### Incident z roku 2003
Šimpanz Travis v roce 2003 utekl z auta své majitelky a zablokoval dopravu na rušné křižovatce; na svobodě se pohyboval několik hodin. Celý incident byl rozpoután, když na auto, ve kterém Travis cestoval, kolemjdoucí hodil prázdnou PET lahev, přičemž lahev proletěla pootevřeným oknem a Travise uhodila. Vylekaný šimpanz si vzápětí odepnul bezpečnostní pás, otevřel dveře od auta a chvíli neznámého muže marně pronásledoval. Policistům se po jejich příjezdu Travise podařilo několikrát nalákat do auta, jen aby jim pokaždé utekl druhými dveřmi a sem tam je prohnal okolo auta.

### Útok z roku 2009
16. února 2009 Travis okolo 15:40 zaútočil na tehdejší blízkou přítelkyni Sandry Heroldové, 55letou Charlu Nashovou, čímž jí způsobil těžká zranění na obličeji a končetinách. Útoku předcházel útěk Travise z domu Sandry Heroldové i s jejími klíči od auta. Nashová pomáhala dostat jej zpět do domu, jenže když šimpanz spatřil, že Charla drží jednu z jeho oblíbených hraček, rozzuřil se a napadl ji. Travis se s Nashovou, která pracovala pro odtahovou firmu Heroldových, znal. Tentokrát ale měla jiný účes a řídila jiné auto než obvykle, což jej mohlo zmást a vylekat. Také bral léky na léčbu lymské boreliózy. Heroldová se pokoušela Travisův útok zastavit tím, že jej do hlavy uhodila lopatou a do zad mu bodla řeznický nůž.
Heroldová se později svěřila, že bodnout Travise nožem pro ni bylo, jako by bodala sama sebe. Šimpanz se při tom údajně otočil, jako by jí chtěl říct: „Cos to udělala, mami?“ Zvíře se ještě víc rozlítilo. Heroldová, která v danou chvíli byla přesvědčená, že Nashová již nežije, rychle běžela ke svému autu, ve kterém se zamkla a zavolala na tísňovou linku 911. Na začátku nahrávky tohoto hovoru je slyšet Travisův řev, zatímco Heroldová prosí o příjezd policie. Že nejde o podvodný telefonát policii přesvědčilo, až když Heroldová řekla: „On ji žere!“ Zdravotnická záchranná služba počkala na příjezd policie a teprve poté se přiblížila k domu. Travis po jejich příjezdu zamířil k policejnímu vozu, pokusil se otevřít zamčené dveře spolujezdce a rozbil boční zrcátko. Následně auto obešel a otevřel dveře na straně řidiče, načež jej policista Frank Chiafari čtyřikrát střelil svojí služební pistolí. Poté se Travis odebral zpět do domu, kde byl později nalezen mrtvý vedle své klece.